# 緒沢あかり
緒沢 あかり（おざわ あかり、1984年〈昭和59年〉6月6日 ‐ ）は、日本の元女優。宮城県石巻市出身。日本舞踊水木流名取、水木 千寿歌（みずき ちずか）の名も持つ。

## 出演

### 映画
- 紀子の食卓（2006年、アルゴ・ピクチャーズ）
- 愛の流刑地（2007年、東宝）
- As Above, So Below（2007年、H.O.P.E.)[1]
- SPACE GIRL 加速装置（2007年、犬害) - ヘイケユリ 役
- Happyダーツ（2008年、クロックワークス）
- ヘイジャパ!（2008年、ネイキッド） - 看護師 役
- お姉チャンバラ THE MOVIE vorteX（2009年） - 咲 役
- ランブリングハート（2010年、ネイキッド）
- 女子高生ゾンビ（2010年） - マユミ 役
- DUST（2011年）
- 夢売るふたり（2012年)
- 樹海鬼ごっこ(2012年) - 主演
- マタギ・ウォー・Z（2013) - 主演:炎ジュン 役
- ヌイグルマーZ（2014年） - コスキャバ嬢ゾンビ 役
- ライヴ（2014年）
- リアル鬼ごっこ（2015年、松竹、アスミックエース）- マリ 役

### テレビ
- 離婚弁護士II〜ハンサムウーマン〜（2005年、フジテレビ）
- 積木くずし真相 〜あの家族、その後の悲劇〜（2005年、フジテレビ）
- ディビジョン1 ステージ16「ゆくな!龍馬」（2005年、フジテレビ）
- うぇぶたま（2006年、テレビ東京）
- 衝撃リポート!!世界の怪奇現象・大追跡スペシャルV（2007年、日本テレビ）
- 6時間後に君は死ぬ（2008年、WOWOW)
- 未来世紀シェイクスピア（2009年、関西テレビ）
- 和街日和〜わのまちびより〜（2009年、旅チャンネル）
- 愛の劇場〜男と女はトメラレナイ〜「蝶々夫人」（2009年、NHK）
- 金曜プレステージ内田康夫旅情サスペンス 岡部警部シリーズ4 シーラカンス殺人事件（2009年、フジテレビ）
- 夢いっぱい!東京ディズニーリゾート（2009年、旅チャンネル・他）
- トミカヒーロー レスキューフォース（2009年、テレビ東京）
- 全力坂（2010年、テレビ朝日）
- ウルトラゾーン 第8・9話「ホシの招待状」（2011年、テレビ神奈川）- 星野美弥子 / ダダ（声） 役
- 連続テレビ小説 梅ちゃん先生(2012年6月、NHK) - 洋子 役
- 碧の海〜LONG SUMMER〜（2014年6月 - 8月、東海テレビ） - 上原綾乃 役
- 水曜ミステリー9「残り火」（2014年10月29日、テレビ東京） - 塩見真理絵 役
- ウルトラマンX 第2話「可能性のかたまり」（2015年、テレビ東京） - アンバサダーガール 役

### DVD
- ブラックジャーナル#02　 追跡! アイドル闇市場（2009年）
- 激アツ! パチンカー銀次郎（2010年） - キサラギミドリ 役
- アイドル爆弾（2011年）

### インターネット番組
- 短篇映画「小説少女2〜無題の空〜」（2010年）
- 地球のためにできること（2010年）
- 名探偵さくらパンダ劇場 「二十歳のバースデー」（2011年） - 花澤桃子 役

### CM
- サントリー
- メガネスーパー
- ザ・ゴルフ・チャンネル
- クリップアームサングラス
- インストール
- 茨城県観光CM「しっとり 秋の茨城」友達と故郷二人旅 編（2007年）
- 江崎グリコ「cheeza」（2008年）
- ヘーベルハウス「変化編」（2008年）
- 8番らーめん「酸辣湯麺」（2008年）
- 平和 パチンコ大江戸桜吹雪2「場所取り編」（2010年）
- 読売新聞「ecoライフ編」（2011年）
- ZOZOTOWN（2011年）
- 富士薬品「オフィス編」（2011年）
- エバーライフ 皇潤 「お客様からの質問編」「朝礼編」（2012年）
- 日本マクドナルド「マックの裏メニュー篇」（2016年）

### 舞台
- 劇団マツモトカズミ 旗揚げ公演「第一次家庭内大戦 手打ちの仕方」（2013年6月6日-9日、シアター711）

### その他
- アサヒカメラ
- 日興アセットマネジメント PRビデオ「クイズde五大陸」（2009年）
- 日興アセットマネジメント PRビデオ「ようやくわかった投資信託20の発見」（2009年）
- Final Cut Express ガイドブック（2010年 ビー・エヌ・エヌ新社 加納真著）
- 日興アセットマネジメント PRビデオ「ふるさと紀行2020」（2010年）
- はじめてのキヤノンEOS MOVIEテクニック（2010年 玄光社）
- Final Cut Pro X ガイドブック（2011年 ビー・エヌ・エヌ新社 加納真著）
- 月刊ビデオサロン  連載「ト書き一行のカット割」（2011年 玄光社）
- 鳥取県PR映像「ずっとここにある」 - 茉紀役[2][3]